# 플레이야비스타

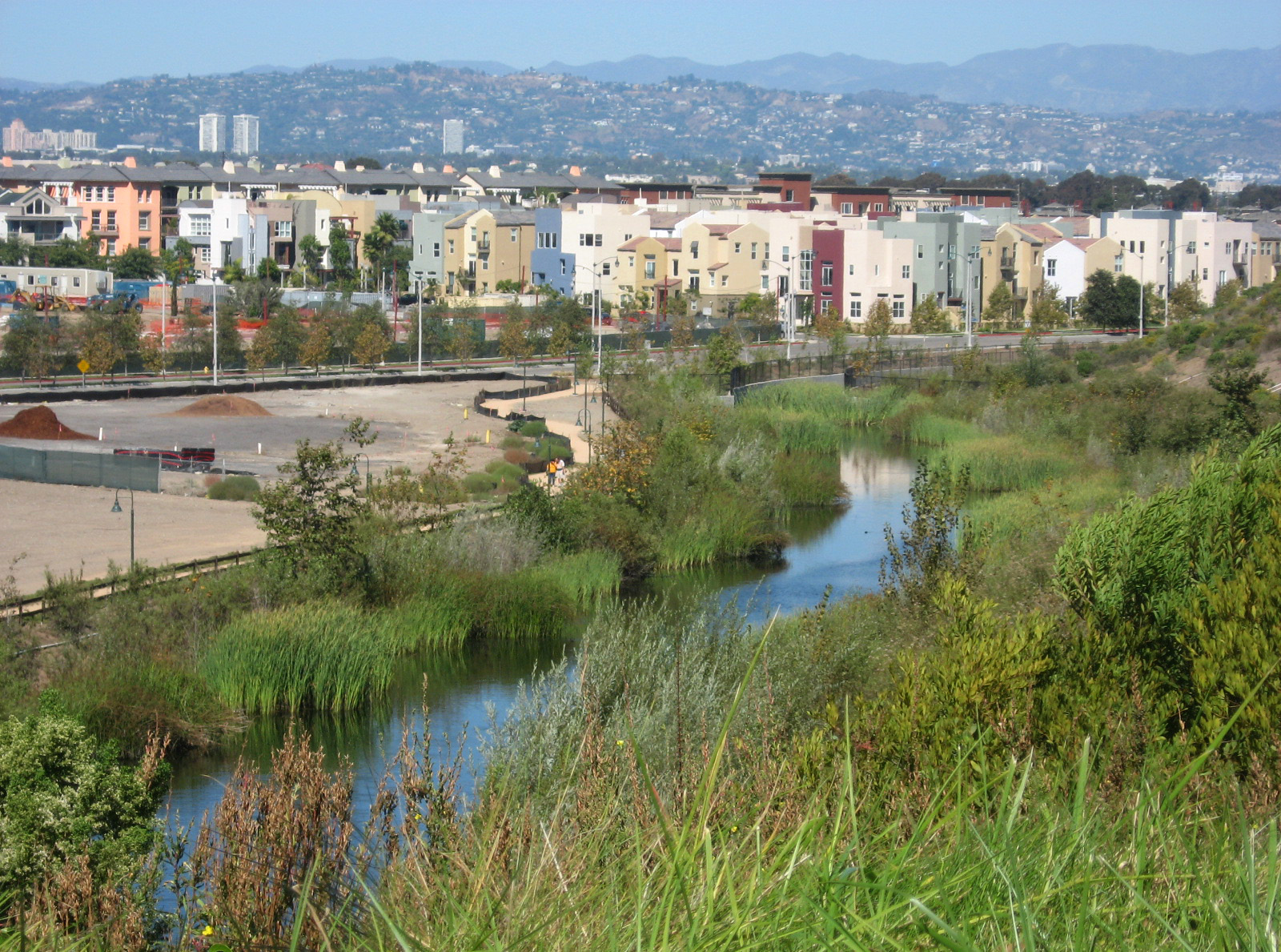
플레이야비스타

플레이야비스타(Playa Vista)는 로스앤젤레스 남서부에 위치한 이웃 지역으로, 북쪽에 볼로냐 크리크, 동쪽에 맥커넬 애비뉴, 남쪽에 틸 스트리트, 서쪽에 링컨 볼리바드가 위치해있다. 90094라는 자체 우편번호도 가지고 있는 지역으로 한국인 교포들도 많이 거주하며 로스앤젤레스로 출퇴근을 하고 있는 곳이다.